# (5655) Barney
(5655) Barney est un astéroïde de la ceinture principale.

## Description
(5655) Barney est un astéroïde de la ceinture principale. Il fut découvert le 29 septembre 1973 à l'observatoire Palomar par Cornelis Johannes van Houten, Ingrid van Houten-Groeneveld et Tom Gehrels. Il présente une orbite caractérisée par un demi-grand axe de 2,58 UA, une excentricité de 0,04 et une inclinaison de 14,5° par rapport à l'écliptique.

## Compléments